# 樂高生化戰士
樂高生化戰士（英語：Bionicle）是樂高旗下的玩具產品線，銷售主要針對8-16歲的孩子。該系列最初是樂高機器騎士系列的衍生，2000年底發售於歐洲和澳大拉西亞，2001年在美洲發售。推出後的十年來，足以排進樂高最暢銷的產品；在市場造成熱潮的該系列足以將公司1990年代後期的金融危機中解救回來。儘管計劃了20年的經營期，但生化戰士在2010年宣布停產；2015年至2016年間一度重啟。
生化戰士與之前的樂高主題不同，擁有以跨多媒體來講述的原創故事。劇情以天生擁有元素力量的生命機器英雄戰士為主，職責是守護全宇宙的和平。生化戰士的成功促使隨後樂高主題也採用類似的敘述方法。

## 歷史
生化戰士的英文名稱 Bionicle 是由 biological 和 chronicle 合併而成這也源於這個詞 "bionics"。該系列生命力之頑強，有賴於其故事引人入勝。
2001年時，故事載體主要為漫畫。當時的生化戰士線上遊戲及掌機遊戲的故事情節儘管官方沒有承認，但玩家依然認為它們是故事的一部份。
故事載體在2003年時變為小說和漫畫兩種，小說佔主導地位，主線故事的一切以小說為準。
在2006年，BIONICLEstory.com 網站開通，支線故事開始以日誌、短故事的形式為載體。同樣是在06年，中國大陸地區出版了第一批中文版生化戰士小說，總標題為《生化戰士酷玩小說》。
直至2008年8月，已出版的系列書籍有《編年史》、《神秘的美特呂·火的考驗》、《黑暗降臨·暗影迷宮》、《萬毒蜘蛛·魔獸戰士》、《天羅地網·時間陷阱》、《厄運之島·灰色天命》、《翻云覆雨·恶魔所遗》、《官方導讀》、《生化戰士秘笈》，另有一部電影《生化戰士：再生傳奇》。

2015年重啟宣傳圖

本系列原本在2010年時完结，並由樂高的新系列《英雄工廠》取代，它將會繼承《生化戰士》的許多優良傳統（例如零件構造和不同顏色的戰士面具）并將其發揚光大。但是在2014年，最後一代英雄工廠產品結束，生化戰士於2015二度復出，並大量採用英雄工廠自2012年後開使出現的球形關節，世界觀和相關設定也和第一代生化戰士不盡相同。第二世代的生化戰士產品線在2016年後被樂高宣告結束。

## 常驻種群
- 村民（Matoran）

馬他呂人是生化戰士世界的平民。
- 長老（Turaga）

當戰士放棄了自己的力量後便會成為長老，負責管治馬他呂人，他們擁有記錄世界的過去和能預言未來的聖徒傳記。
- 戰士（Toa）

戰士能夠操縱元素力量以及面具力量，負責保護馬他呂人。馬他呂人與戰士間的界限並不明顯，在一定情況下，馬特蘭人可以憑戰士石或其他途徑成為戰士。
- 異獸（Rahi）

馬他呂世界裡的動物，有些具攻擊性，有些高智慧，有些被馬他呂人馴服。
- 馬古他（Makuta）

馬他呂創造的物種，有組織馬古他兄弟連（Brotherhood of Makuta）。兄弟連本作為維持世界運作的暴力機關存在，後來由其頭目帶動做反，令馬他呂陷入沈睡。

## 派系
- 聖靈社（Order of Mata Nui）

專門傳達馬他呂命令的組織，多年來一直不為人所知，甚至是一直效忠聖靈的戰士。馬他呂沈睡期間，該組織不斷在為聖靈復活而努力。
- 馬古他兄弟連（Brotherhood of Makuta）

馬他呂創立，馬古他種群管理的組織。本是維持世界安定的暴力機構，後背叛馬他呂。該組織自大天災以來，一直和黑暗獵手進行戰爭。
- 黑暗獵人（Dark Hunters）

由『遠古』和暗影天尊（The Shadowed One）建立的組織，一定意義上是一個僱傭兵團。他們自稱是宇宙中最大的黑影。在組織的兩名高級獵手被馬古他所殺後，與兄弟連進行了逾千年的戰爭。

## 外部連結
- BioMedia Project （页面存档备份，存于），生化戰士媒體的線上檔案庫
- BIONICLEsector01.com （页面存档备份，存于），外部wiki
- BZPower.info （页面存档备份，存于），樂高和生化戰士新聞網站
- Wall of History （页面存档备份，存于），生化戰士故事內容的線上綱要